# Martin Gruenberg
Martin J. Gruenberg, född 1953, är en amerikansk ämbetsman som är ordförande för det statligt ägda bolaget Federal Deposit Insurance Corporation (FDIC), som garanterar insättningar i banker och finansinstitut, sedan 15 november 2012. Han har tidigare varit tillförordnad ordförande mellan 15 november 2005 och 26 juni 2006 respektive 8 juli 2011 och 15 november 2012 och vice ordförande mellan 22 augusti 2005 och 15 november 2012. Gruenberg var också chefsjurist för senator Paul Sarbanes arbetsgrupp för bank-, bostäder- och stadsplanering inom senaten mellan 1993 och 2005.
Han avlade en filosofie kandidat vid Woodrow Wilson School of Public and International Affairs (vid Princeton University) och en juris doktor vid Case Western Reserve University School of Law.